# Agelasta newmani
Agelasta newmani es una especie de escarabajo longicornio del género Agelasta, categorizada en la tribu Mesosini, de la subfamilia Lamiinae. Fue descrita por White en 1856.

## Descripción
Mide 10-14,5 mm de longitud.

## Distribución
Se distribuye por Asia: Malasia (Borneo y Sarawak).